# Plomeur
Plomeur (tiếng Breton: Ploveur) là một xã của tỉnh Finistère, thuộc vùng Bretagne, miền tây bắc Pháp.

## Dân số
Người dân ở Plomeur được gọi là Plomeurois.